# Maurice Sandoz
Maurice-Yves Sandoz – noto come Maurice Sandoz – (Basilea, 2 aprile 1892 – Losanna, 5 giugno 1958) è stato uno scrittore svizzero.
È considerato uno dei maggiori romanzieri della letteratura fantastica svizzera, faceva parte del movimento surrealista.
Era figlio di Edouard Sandoz, fondatore della società omonima di Basilea e fratello dello scultore Edouard-Marcel Sandoz; un suo bisnonno era il chirurgo Matthias Mayer e un suo zio il pittore Emile-François David.
Per scelta e non per necessità data la ricchezza della sua famiglia, ha lavorato come chimico ed anche come compositore ma, a causa di problemi agli occhi, ha dovuto abbandonare queste professioni dedicandosi alla letteratura.
Inoltre ha raccolto una collezione di orologi da polso e a pendolo e di automi del XVIII e il XIX secolo, che ha lasciato in eredità al Musée d'horlogerie du Locle.
Sandoz, che ha viaggiato in tutto il mondo e ha avuto la sua residenza principale a Roma, è morto suicida nel 1958 all'età di 66 anni.

## Opere
- Contes et nouvelles, 1934.
- Souvenirs fantastiques, 1936.
- Nouveaux souvenirs, 1938.
- La maison sans fenêtres, prefazione di N. O. Scarpi, Zurigo, Morgarten Verlag, 1948.
- Le labyrintheauteur, Colonia, Dumont Verlag, 1991, ISBN 3-7701-2738-2.
- Trois histoires bizarres, 1939.
- La limite, Zurigo, Diogenes Verlag, 1964.
- Schweizer Erzählungen, 1955.
- La salière de cristal. Souvenis, Zurigo, 1950 (riedizione ampliata: Parigi, 1952).